# Achmat-Jurt
Achmat-Jurt (do roku 2019 rusky Centoroj či Centaroj, čečensky Ахьмад-Йурт, Хоси-Йурт) je sídlo v Čečenské republice v Ruské federaci. Je rodištěm čečenského presidenta Ramzana Kadyrova.

## Geografie
Sídlo se nachází na obou březích říčky Mičik, která je součástí pravostranného povodí řeky Těrek. Město leží na náhorní planině severně od Kačkalykovského hřbetu, 52 km jihovýchodně od hlavního města Groznyj. Je jedinou součástí stejnojmenného nadřízeného administrativního celku.

## Historie
Zakladatelem osady byl Chosa Umachanov, pocházející z klanu Centoroj (též Centaroj), jehož sídlo nad pravým břehem Mičiku existuje již od 18. století pod názvem Oischara. Během povstání Čečenců pod vedením Imáma Šamila v roce 1840 došlo ke koncentraci obyvatel ze svahů Kačkalykovského pohoří do nové osady na levém břehu Mečniku. Do nové osady se přestěhovali i obyvatelé Oischary a nové sídlo získalo pojmenování po jejím vůdci Chosu Umachanovi z rodu Centoroi. Tak se v historii vyskytují názvy jak Chosi-Jurt, tak Centoroj či Centaroi. Po obsazení Čečenska carskými vojsky ruské úřady zahájily proces sjednocování malých vesnic a cílovým sídlem v oblasti se stala právě Chosi-Jurt. Tento název se vyskytoval v historii sídla spolu s názvem Centoroj, kdy druhé pojmenování bylo využíváno ruskou administrativou, zatímco Chosi-Jurt přetrvávalo jako jméno domorodé. Názvy se používaly v průběhu carského období i v éře sovětské.

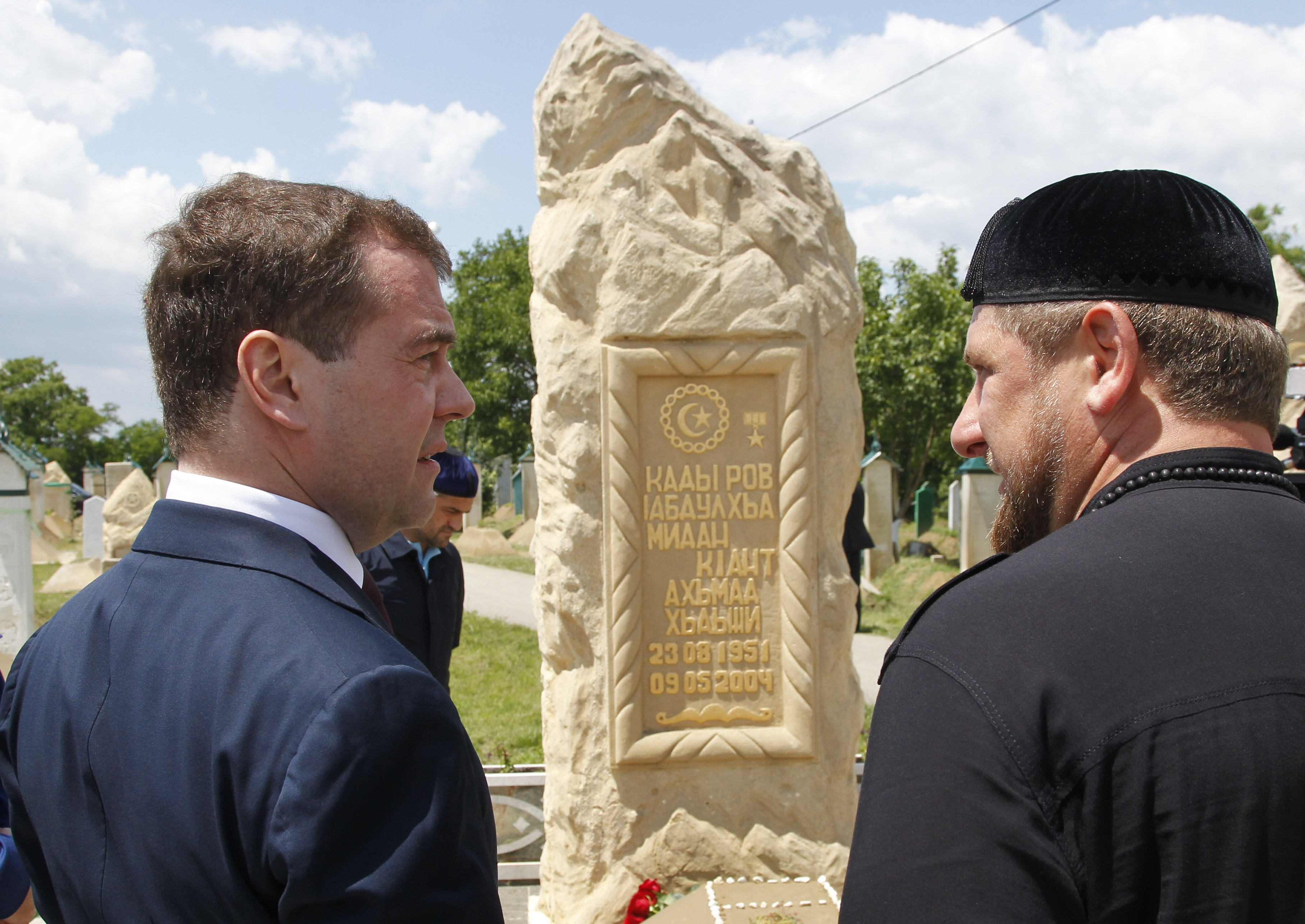
Dmitrij Medveděv a Ramzan Kadyrov u hrobu Achmata Kadyrova

V roce 1944 po zrušení Čečensko-ingušské autonomní sovětské socialistické republiky a následné deportaci Čečenců a Ingušů, bylo město osídleno obyvateli Dagestánu a bylo pojmenováno Krasnoarmenskoje. Po obnovení republiky Nikitou Chruščovem v roce 1957 a návratu původních obyvatel se městu v roce 1958 vrací i název Centoroj (Centaroj) či Chosi–Jurt.
Ve 21. století význam města prudce vzrostl jako rodiště členů rodu Kadyrovů. Vzhledem k této skutečnosti muselo město čelit ozbrojeným útokům v roce 2005 a v roce 2010. Díky své vazbě na rod Kadyrovů je město předmětem mimořádné fyzické ochrany i výrazných investic. Tomu odpovídá i nárůst počtu obyvatel z hodnoty 3607 v roce 1990 na 8990 v roce 2021. Byla zde vystavena výstavná mešita Abdula Chamida Kadyrova.
V roce 2019 byl název oficiálně změněn na Achmat-Jurt k poctě prvního prezidenta Čečenské republiky Achmata Kadyrova, který do města přišel v dětském věku, založil zde rodinu a byl zde pochován.

## Významné osobnosti
- Ramzan Kadyrov (* 1976), prezident Čečenské republiky
- Chalid Kadyrov (* 1994), fotbalista
- Abubakar Kadyrov (* 1996), fotbalista